# 2378 Pannekoek
2378 Pannekoek је астероид главног астероидног појаса. Приближан пречник астероида је 32,26 ,
а средња удаљеност астероида од Сунца износи 2,887 астрономских јединица (АЈ).
Инклинација (нагиб) орбите у односу на раван еклиптике је 14,258 степени, а орбитални период износи 1791,824 дана (4,905 године). Ексцентрицитет орбите астероида износи 0,144.
Апсолутна магнитуда астероида износи 10,70 а геометријски албедо 0,089.
Астероид је откривен 13. фебруара 1935. године.